# Non occupatemi il telefono
Non occupatemi il telefono è un singolo de I Due Corsari, pubblicato dalla The Red Record nel 1960 su flexy disc allegato al numero 86 (20 agosto 1960) della rivista Il Musichiere.

## Il disco
L'unico brano del disco era già stato inciso nel 1959 dal complesso Riccardo Rauchi, con Sergio Endrigo come voce solista,
e, a ottobre dello stesso anno, da Gino Paoli.
La canzone è arrangiata dal Maestro Renato Angiolini.

## Tracce
1. Non occupatemi il telefono (testo: Franco Franchi – musica: Gian Franco Reverberi)